# 서양음악
서양음악은 이미 일찍일찍이 구전으로 전하는 대신 기보법을 썼으며 폴리포니를 발전시켰다. 이와 같은 양식은 20세기 전후를 시작으로 전 세계 대다수의 음악에서 쓰이기 시작했다. 대위법과 화성학 등 근대적 음악이론이 확립된 후 작곡된 조성음악이다. 일반적으로 장르는 주로 유럽의 바로크 음악, 고전주의 음악, 낭만주의 음악, 그리고 20세기 전반의 조성음악이다. 이러한 "클래식음악"이라는 명칭은 특히 대중음악을 기준으로 할 때 기존의 위의 음악들을 지칭하는 것으로 쓰이고 있다.

## 고대 음악
기원전 약 200년까지의 음악의 역사는 암흑기에 해당한다. 이 당시에는 보표제도(譜表制度)가 없었기 때문에 사실상 현존하는 악보가 없어 그 연구는 제한된다. 고대음악으로서는 중국, 이집트, 헤브라이, 그리스 음악 등을 들 수 있는데, 그 중에서 그리스음악이 몇 가지 이유로 모든 고대음악 중에서도 중요하다. 그리스 음악의 이론이 중세기의 음악이론에 뚜렷한 영향을 미쳤기 때문이다. 즉 4도, 5도, 옥타브 같은 완전어울림음정과 3도, 6도 같은 불완전어울림음정이란 말이 그리스 이론에서 나왔으며, 이 말이 오늘날까지 사용되고 있다. 그리고 음악에 있어서 기독교시대가 기원후 200년경부터 1300년경까지의 단성(單聲)음악 발전에 많은 기여를 했다.

## 중세 음악
음악의 역사에서 가장 중요한 혁신은 9세기에 나타난 다성(多聲) 음악이다. 다성음악의 개념이 모든 서양음악의 예술적 발전을 지배한다. 이러한 발달의 첫단계인 오르가눔(organum)의 발명은 훅발드(Hookbald)에 의하여 9세기에 이루어졌다.

## 르네상스 음악
르네상스의 전성기인 16세기는 음악에서 어느 것보다도 뛰어난 성악 다성음악의 절정기였다. 이 때문에 이 시기는 때로 다성음악의 황금시대라고 불린다.

## 바로크 음악
일반 예술의 경우와 마찬가지로 바로크 정신은 이 시기의 음악에도 널리 퍼졌다.
대표적인 작곡가로는 흔히 음악의 아버지라고도 불리는 바흐가 있다.

## 고전파 음악
18세기 후반과 19세기 초엽은 일반 역사뿐만 아니라 음악적 형식과 스타일에서 중요한 변화를 가져오게 한 시기였다. 고전음악은 객관성, 정서적 제지(情緖的制止), 형식의 명료, 어떤 구조적 원칙 고수 등으로 요약할 수 있다. 이 고전적 정신은 오페라와 다른 극적 형식에서보다도 관악 형식으로 맞추어져 있다. 대표적인 작곡가로는 베토벤, 하이든, 모차르트 등을 들 수 있다.

## 낭만주의 음악
19세기의 문화적·경제적·정치적, 그리고 사회적 질서는 과학과 기계공업의 발전에서 크게 영향을 받았다. 철학·문학·예술과 음악에 표현된 19세기의 낭만적 견해는 다음과 같이 요약할 수 있다. 첫째는 개인주의, 둘째는 정서주의, 셋째는 고전주의적 객관성을 대치하는 주관성, 넷째는 즐겨 쓰는 제목 즉 고대, 초자연적인 것(마술·유령 등), 괴상하고 신비로운 것 등이다.
대표적인 작곡가로는 슈트라우스, 차이콥스키, 쇼팽, 리스트, 바그너 등을 들 수 있다.

## 근대 음악
19세기 말부터 20세기 초에 걸치는 약 30년간의 음악을 말한다. 이 시기의 특징은, 첫째 전 시대의 영향으로부터 탈피하려는 노력이 여러 면에서 시도되고, 둘째 민족적 요소를 중시하는 민족주의의 번성이다.
대표적인 작곡가로는 드뷔시, 라벨 등을 들 수 있다.

## 현대 음악
20세기 전반(前半)은 혁명적 시기라고 할 수 있다. 두 번에 걸친 세계대전이 있었고, 훌륭한 과학적 공예학의 진보가 문명에 영향을 미쳤다. 비행기, 제트분사 추진기, 전파탐지기, 원자력, 그리고 외계탐험 등이 새로운 문명을 창조하였다. 따라서 예술은 이 유물주의적 기계화된 시대를 반영한다. 현대정신은 객관성, 표현주의와 기능주의로의 복귀 등에 의하여 표현된다. 현대음악은 앞시기의 음악을 연구하는 것보다 더 어려운 문제를 제기하며, 어떤 한 사람이 현대음악의 모든 면과 친숙해지기를 바라기 어려운, 방대한 문제를 야기하고 있다. 음악역사상 어느 때보다 더 많은 작품이 작곡되고 연주될 뿐 아니라 이것이 출판·음반·연주, 그리고 교육적 수단의 새롭고도 발전된 경로를 통하여 수많은 사람들에게 접근하고 있는 것이다.
대표적인 작곡가로는 존 케이지 등을 들 수 있다.

## 같이 보기
- 음악사 연표

## 참고 문헌
- 위키문헌에 글로벌 세계대백과에 나운영(羅運榮)씨가 쓴 "서양음악의 기초와 역사" 관련 자료가 있습니다.